# Strade Bianche 2023
Das Straßenradrennen Strade Bianche 2023 war die 17. Austragung des italienischen Eintagesrennens. Das Rennen fand am 4. März 2023 statt und war Teil der UCI WorldTour 2023.
Thomas Pidcock (Ineos Grenadiers) gewann das Rennen, nachdem er sich rund 50 Kilometer vor dem Ziel auf einer Schotterabfahrt vom Peloton absetzte. Valentin Madouas (Groupama-FDJ) belegte den zweiten Platz vor Tiesj Benoot (Jumbo-Visma).

## Teilnehmende Mannschaften und Fahrer
Neben den 18 UCI WorldTeams starteten auch 7 UCI ProTeams bei dem Rennen. Für jede Mannschaft waren sieben Fahrer startberechtigt, wobei Jewgeni Fedorow (Astana Qazaqstan) das Rennen nicht in Angriff nahm. Von den 174 Startern erreichten 136 das Ziel im vorgegebenen Zeitlimit.
Mit Mathieu van der Poel (Alpecin-Deceuninck), Julian Alaphilippe (Soudal Quick-Step), Tiesj Benoot (Jumbo-Visma), Michał Kwiatkowski (Ineos Grenadiers) und Zdeněk Štybar (Jayco AlUla) standen fünf ehemalige Sieger bei der 17. Austragung am Start.
Zu den Favoriten zählten in erster Linie Mathieu van der Poel und Thomas Pidcock (Ineos Grenadiers), die nach der Cyclocross-Saison erstmals in jenem Jahr auf der Straße aufeinandertrafen. Hinzu kamen Julian Alaphilippe, Tiesj Benoot und Tim Wellens (UAE Team Emirates), während Matej Mohorič, Pello Bilbao (beide Bahrain Victorious), Quinn Simmons (Trek-Segafredo), Valentin Madouas (Groupama-FDJ), Greg Van Avermaet (AG2R Citroën Team), Alexei Luzenko (Astana Qazaqstan Team) und Rui Costa (Intermarché-Circus-Wanty) zum erweiterten Favoritenkreis zählten.

## Streckenführung
Die Strecke führte mit Siena als Start- und Zielort über 184 km durch die hügelige Toskana. Insgesamt mussten die Fahrer 63 Kilometer auf Schotterstraßen zurücklegen, die in 11 Abschnitte aufgeteilt waren. Der neutralisierte Start erfolgte im Fortezza Medicea, ehe das Rennen wenig später auf der Strade di Pescaia freigegeben wurde. Die ersten rund 66 Kilometer führten in Richtung Süden, wo bei Montalcino der höchste Punkt (462 m) erreicht wurde. Nachdem bereits vier kürzere Schotterabschnitte absolviert worden waren, folgten nun mit dem Lucignano d’Asso und dem Pieve a Salti zwei lange Sektoren, wobei letzterer großteils abschüssig verlief. Zwischenzeitlich hatte die Fahrtrichtung gen Norden gedreht und es folgten die Sektoren von San Martino in Grania und Monte Sante Marie, die meist das Finale einläuteten. Auf den letzten rund 20 Kilometern wurden die kurzen, aber steilen Schotterpisten des Monteaperti, Colle Pinzuto und Le Tolfe befahren, ehe 11,9 Kilometer vor dem Ziel der letzte Abschnitt verlassen wurde. Auf dem letzten Kilometer musste zunächst die kurze, enge und bis zu 16 % steile Via Santa Caterina bezwungen werden, bevor das Rennen leicht abschüssig auf der Piazza del Campo endete.
| #  | Sektoren              | km    | Länge (in km) |
| -- | --------------------- | ----- | ------------- |
| 1  | Vidritta              | 17,8  | 2,1           |
| 2  | Bagnaia               | 25    | 5,8           |
| 3  | Radi                  | 37,1  | 4,4           |
| 4  | La Piana              | 47,7  | 5,5           |
| 5  | Lucignano d’Asso      | 76,1  | 11,9          |
| 6  | Pieve a Salti         | 88,9  | 8             |
| 7  | San Martino in Grania | 111,9 | 9,5           |
| 8  | Monte Sante Marie     | 130,2 | 11,5          |
| 9  | Monteaperti           | 160,5 | 0,8           |
| 10 | Colle Pinzuto         | 164,9 | 2,4           |
| 11 | Le Tolfe              | 171   | 1,1           |
|    | Ziel                  | 184   |               |

## Rennverlauf und Ergebnis
Jewgeni Fedorow nahm das Rennen als einziger Fahrer nicht in Angriff. Unmittelbar nach dem Start versuchte sich Sven Erik Bystrøm (Intermarché-Circus-Wanty) vom Peloton abzusetzen, konnte sich jedoch nicht entscheidend lösen. Das Fahrerfeld absolvierte die ersten 27 Kilometer geschlossen, ehe der Norweger erneut antrat und gemeinsam mit Alessandro De Marchi (Team Jayco AlUla) und Iván Romeo (Movistar) eine Lücke von rund fünf Minuten herausfahren konnte. Etwas später versuchte Erik Fetter (Eolo-Kometa), zu der Spitzengruppe aufzuschließen. Er konnte die Lücke jedoch nie ganz schließen und wurde rund 90 Kilometer vor dem Ziel vom Hauptfeld gestellt.
Im Hauptfeld wechselten sich die Mannschaften bei der Nachführarbeit ab, wobei besonders die Einfahrten in die Sektoren immer wieder zu Positionskämpfen führten. Am Anfang des 7. Sektors (San Martino in Grania) kamen Carlos Rodríguez (Ineos Grenadiers), Valentin Madouas (Groupama-FDJ) und Attila Valter (Jumbo-Visma) zu Sturz. Alle drei konnten das Rennen jedoch fortsetzen. Kurz darauf hatte Davide Formolo (UAE Team Emirates) einen Platten und fiel zurück. Der Italiener konnte aber noch vor dem Ende des Sektors rund 60 Kilometer vor dem Ziel wieder zur stark reduzierten Hauptgruppe aufschließen.
Im anschließenden 8. Sektor (Monte Sante Marie) fiel Iván Romeo aus der Spitzengruppe zurück, deren Vorsprung auf rund drei Minuten gesunken war. Im Hauptfeld forcierte Alberto Bettiol (EF Education-EasyPost) das Tempo in einem Anstieg. Zunächst folgte ihm nur Andrea Bagioli (Soudal Quick-Step), ehe kurz darauf auch Thomas Pidcock (Ineos Grenadiers) zu den beiden aufschloss. In der nachfolgenden Schotterabfahrt setzte sich der Brite rund 50 Kilometer vor dem Ziel von seinen Begleitern ab. Unterdessen war Julian Alaphilippe (Soudal Quick-Step) abgehängt worden und Tim Wellens (UAE Team Emirates) hatte den Anschluss zum Hauptfeld aufgrund eines technischen Defekts verloren. Mathieu van der Poel (Alpecin-Deceuninck) griff am Ende des Sektors an, konnte sich jedoch nicht von der Hauptgruppe lösen, in der nur noch rund 20 Fahrer vertreten waren. Thomas Pidcock hatte unterdessen zu den beiden Spitzenreitern aufgeschlossen und lag nun 42 Kilometer vor dem Ziel rund 30 Sekunden vor seinen ersten Verfolgern. Nach dem Schotter-Sektor zerfiel die Hauptgruppe in mehrere Teile, wobei sich Mathieu van der Poel in einer abgehängten Gruppe befand, die mit dem Ausgang des Rennens nichts zu tun hatte. Rund 30 Kilometer vor dem Ziel konnte Sven Erik Bystrøm dem Tempo an der Spitze des Rennens nicht mehr folgen und ließ sich in die Verfolgergruppe zurückfallen, in der auch sein Teamkollege Rui Costa vertreten war.
Auf dem 9. Sektor (Monteaperti) distanzierte Thomas Pidcock auch Alessandro De Marchi und führte das Rennen nun alleine an. Rund 20 Sekunden dahinter löste sich Tiesj Benoot (Jumbo-Visma) gemeinsam mit Valentin Madouas und Rui Costa von der Favoritengruppe. Im anschließenden 10. Sektor (Colle Pinzuto) schlossen jedoch Attila Valter, Quinn Simmons (Trek-Segafredo) und Matej Mohorič (Bahrain Victorious) erneut zu dem Verfolger-Trio auf. Im letzten Sektor (Le Tolfe) forcierte Attila Valter das Tempo, konnte sich jedoch nicht entscheidend absetzen. Der Vorsprung von Thomas Pidcock betrug am Ende des Sektors lediglich elf Sekunden und die Verfolgergruppe kam auf den letzten zehn Kilometern immer näher an den Briten heran. Im Finale kam es in der Verfolgergruppe immer wieder zu Angriffen, wodurch sich Thomas Pidcock wieder etwas absetzen konnte. Er erreichte die Via Santa Caterina mit einem Vorsprung von rund 20 Sekunden, den er bis ins Ziel verteidigte. Im Kampf um Rang zwei setzte sich Valentin Madouas durch, während Tiesj Benoot, Rui Costa, Attila Valter und Matej Mohorič die weiteren Plätze belegten.
| Platz | Fahrer           | Nation | Team                     | Zeit                   |
| ----- | ---------------- | ------ | ------------------------ | ---------------------- |
| 01.   | Thomas Pidcock   | GBR    | Ineos Grenadiers         | 4:31:41 h (40,63 km/h) |
| 02.   | Valentin Madouas | FRA    | Groupama-FDJ             | + 0:20 min             |
| 03.   | Tiesj Benoot     | BEL    | Jumbo-Visma              | + 0:22 min             |
| 04.   | Rui Costa        | POR    | Intermarché-Circus-Wanty | + 0:23 min             |
| 05.   | Attila Valter    | HUN    | Jumbo-Visma              | "                      |
| 06.   | Matej Mohorič    | SLO    | Bahrain Victorious       | + 0:34 min             |
| 07.   | Pello Bilbao     | ESP    | Bahrain Victorious       | + 1:04 min             |
| 08.   | Romain Grégoire  | FRA    | Groupama-FDJ             | + 1:18 min             |
| 09.   | Davide Formolo   | ITA    | UAE Team Emirates        | + 1:23 min             |
| 10.   | Andreas Kron     | DEN    | Lotto Dstny              | + 1:35 min             |